# Kerkpleinkerk

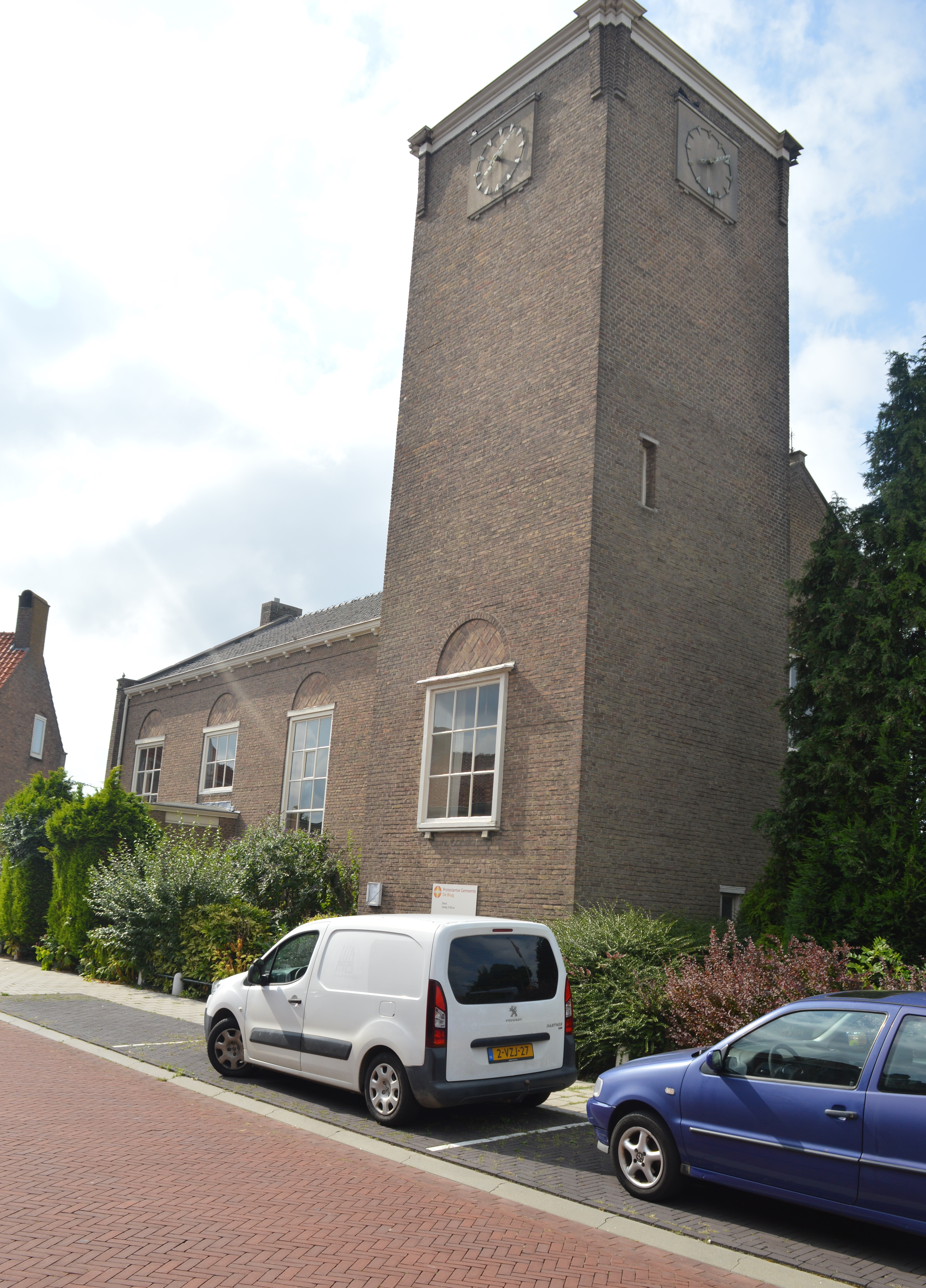
De Kerkpleinkerk (foto gemaakt in 2018)

De Kerkpleinkerk (aanvankelijk ook Eloykerk genaamd) is een protestants kerkgebouw in de tot de Nederlandse gemeente Sluis behorende plaats Oostburg, gelegen aan Kerkplein 2.

## Geschiedenis
Deze kerk verving de historische, in 1944 gebombardeerde, Eloykerk ten behoeve van de hervormde gemeente. In 1950 werd ze in gebruik genomen en architect was F.H. Klokke. In 1958 kwam de toren gereed.
Ook na de kerkenfusie in 2004 kerkten hier de hervormden, terwijl de gereformeerden nog altijd samenkwamen in de Gereformeerde kerk. Beide kerken waren sinds 2004 PKN-kerken maar pas in 2011 kwam de fusie tussen de hervormde en de gereformeerde gemeente tot stand. Zo ontstond de protestantse gemeente "De Brug". In 2017 werd de kerk heringericht. Ook de gereformeerden gingen hier gebruik van maken, met de intentie om het gereformeerde kerkgebouw af te stoten.
De bakstenen kerk is een voorbeeld van wederopbouwarchitectuur. Merkwaardig is vooral de aangebouwde bakstenen toren, die voorzien is van een open betonnen bovenverdieping met betonnen decoratieve spits. De kerk bevat een orgel van 1956, vervaardigd door de firma Pels. In de kerk bevinden zich enkele moderne kunstwerken.